# Canton de Châteauroux-3
Le canton de Châteauroux-3 est une circonscription électorale française située dans le département de l'Indre, en région Centre-Val de Loire.
Il a été créé par le décret du 18 février 2014 et est entré en vigueur lors des premières élections départementales (2015) suivant la publication du décret.

## Géographie
Ce canton est organisé dans la commune de Châteauroux. Il est entièrement inclus dans l'arrondissement éponyme, et se situe au centre du département.
Son altitude varie de 154 m à 164 m.
Le canton dépend de la première circonscription législative de l'Indre.

## Histoire
Un nouveau découpage territorial de l'Indre (département) entre en vigueur à l'occasion des élections départementales de 2015. Il est défini par le décret du 18 février 2014, en application des lois du 17 mai 2013 (loi organique 2013-402 et loi 2013-403).
Les conseillers départementaux sont, à compter de ces élections, élus au scrutin majoritaire binominal mixte. Les électeurs de chaque canton élisent au Conseil départemental, nouvelle appellation du Conseil général, deux membres de sexe différent, qui se présentent en binôme de candidats. Les conseillers départementaux sont élus pour 6 ans au scrutin binominal majoritaire à deux tours, l'accès au second tour nécessitant 12,5 % des inscrits au 1er tour. En outre la totalité des conseillers départementaux est renouvelée. Ce nouveau mode de scrutin nécessite un redécoupage des cantons dont le nombre est divisé par deux avec arrondi à l'unité impaire supérieure si ce nombre n'est pas entier impair, assorti de conditions de seuils minimaux. Dans l'Indre, le nombre de cantons passe ainsi de 26 à 13.
Le canton de Châteauroux-3 est formé d'une fraction de la commune de Châteauroux. Le bureau centralisateur est situé à Châteauroux.

## Représentation
| Période élective | Période élective | Mandat | Mandat   | Identité         | Nuance | Nuance | Qualité |
| ---------------- | ---------------- | ------ | -------- | ---------------- | ------ | ------ | --- |
| 2015             | 2021             | 2015   | 2021     | Marc Fleuret     |        | UDI    | Maire de Déols depuis 2020, ancien adjoint au maire de Châteauroux Ancien directeur de cabinet à la mairie de Déols Elu dans le canton de Châteauroux-1    |
| 2015             | 2021             | 2015   | 2021     | Chantal Monjoint |        | LR     | Adjointe au maire de Châteauroux Cadre de société de service en retraite                                                                                   |
| 2021             | 2028             | 2021   | en cours | Gil Avérous      |        | LR     | Maire de Châteauroux, Président de l'agglomération, 6e Vice-président délégué au Patrimoine et à l'Aménagement numérique du territoire Attaché territorial |
| 2021             | 2028             | 2021   | en cours | Chantal Monjoint |        | LR     | Conseillère sortante |

### Résultats électoraux

#### Départementales de 2015
À l'issue du 1er tour des élections départementales de 2015, deux binômes sont en ballottage : Marc Fleuret et Chantal Monjoint (Union de la Droite, 33,82 %) et Matthieu Colombier et Mylène Wunsch (FN, 25,35 %). Le taux de participation est de 45,65 % (6 051 votants sur 13 255 inscrits) contre 53,14 % au niveau départemental et 50,17 % au niveau national.
Au second tour, Marc Fleuret et Chantal Monjoint (Union de la Droite) sont élus avec 68,22 % des suffrages exprimés et un taux de participation de 46,18 % (3 520 voix pour 6 121 votants et 13 256 inscrits).

#### Élections de juin 2021
Le premier tour des élections départementales de 2021 est marqué par un très faible taux de participation (33,26 % au niveau national). Dans le canton de Châteauroux-3, ce taux de participation est de 28,31 % (3 615 votants sur 12 770 inscrits) contre 35,86 % au niveau départemental. À l'issue de ce premier tour, deux binômes sont en ballottage : Gil Avérous et Chantal Monjoint (LR, 64,12 %) et Muriel Beffara-Martin et Raphaël Tillie (binôme écologiste, 20,77 %).
Le second tour des élections est marqué une nouvelle fois par une abstention massive équivalente au premier tour. Les taux de participation sont de 34,36 % au niveau national, 35,86 % dans le département et 30,71 % dans le canton de Châteauroux-3. Gil Avérous et Chantal Monjoint (LR) sont élus avec 74,26 % des suffrages exprimés (2 724 voix pour 3 923 votants et 12 774 inscrits),,.

## Composition
| Nom                                 | Code Insee | Intercommunalité         | Superficie (km2) | Population (dernière pop. légale)                | Densité (hab./km2) | Modifier                                    |
| ----------------------------------- | ---------- | ------------------------ | ---------------- | ------------------------------------------------ | ------------------ | ------------------------------------------- |
| Châteauroux (bureau centralisateur) | 36044      | CA Châteauroux Métropole | 25,54            | Fraction : 17 871 (2022) Commune : 43 079 (2022) | 1 687              | modifier les données · modifier les données |
| Canton de Châteauroux-3             | 3607       |                          |                  | 17 871 (2022)                                    |                    | modifier les données                        |

Châteauroux est fractionné en trois cantons. Châteauroux-3, comprend la partie de la commune de Châteauroux non incluse dans les cantons de Châteauroux-1 et de Châteauroux-2

## Démographie
En 2022, le canton comptait 17 871 habitants, en évolution de −3,5 % par rapport à 2016 (Indre : −3 %, France hors Mayotte : +2,11 %).
| 2013   | 2018   | 2022   |
| ------ | ------ | ------ |
| 18 779 | 17 838 | 17 871 |